# (1143) Odiseo
(1143) Odiseo es un asteroide perteneciente a los asteroides troyanos de Júpiter descubierto el 28 de enero de 1930 por Karl Wilhelm Reinmuth desde el observatorio de Heidelberg-Königstuhl, Alemania.

## Designación y nombre
Odiseo se designó inicialmente como 1930 BH.
Más adelante fue nombrado por Odiseo, un personaje de la mitología griega.

## Características orbitales
Odiseo está situado a una distancia media del Sol de 5,248 ua, pudiendo alejarse hasta 5,722 ua y acercarse hasta 4,775 ua. Tiene una excentricidad de 0,09026 y una inclinación orbital de 3,138°. Emplea en completar una órbita alrededor del Sol 4392 días.